# Karine Bogaerts
Karine Bogaerts (Brussel, 6 Augustus 1966) is een Belgisch tafeltennisster.

## Levensloop
Bogaerts startte met tafeltennis op zevenjarige leeftijd. Ze maakte snel progressie en won vier jaar later het nationaal criterium meisjes U11. De selecties voor de nationale ploegen volgden elkaar op. Van de nationale ploeg kadetten U14 naar junioren U17 tot de Europese en Wereldkampioenschappen alle categorieën. 
In het voorjaar 1988 kwalificeerde zij zich voor deelname aan de Olympische Spelen te Seoul. Slechts 16 speelsters van het Europese continent wisten zich hiervoor in 1988 te plaatsen. Anno 2023 is Bogaerts de eerste en enige vrouwelijke Belgische tafeltennisspeelster die zich voor de OS wist te kwalificeren. 
Vanaf 1985 tot 1989 was zij onafgebroken de hoogst geklasseerde tafeltennisspeelster van België. Ze werd zesmaal Belgisch kampioene (1985, 1986, 1987, 1989, 1990 en 2002) en zevenmaal Belgisch kampioene 'dames dubbel' met met Nathalie Higuet (1984 en 1985) en Cécile Ozer (1992, 1993, 1994, 2000 en 2001). Alsook viermaal  Belgisch kampioene 'gemengd dubbel' met Jean-Michel Saive (1985, 1986 en 1987) en Bert De Hertogh (1992). Ook won ze viermaal het nationaal criterium (1985, 1987, 1989 en 1990). 
Bogaerts nam zesmaal deel aan de wereldkampioenschappen (1983, 1985, 1987, 1989, 1991 en 1993) en vijfmaal aan de Europese kampioenschappen. (1982, 1984, 1986, 1988 en 1990). In totaal verzamelde ze 171 caps bij de nationale ploeg, een record. Haar hoogste Europese ranking bereikte ze in 1988 met een 21e plaats en haar hoogste internationale ranking in 1990 met een 53e plaats. In 1985 werd ze bekroond met het Gouden Palet.
In 2002, na de geboorte van haar kinderen in 1995 en 1997, zette zij een punt achter haar carrière. Anno 2023 geeft zij haar passie voor tafeltennis door bij middel van training geven in verschillende Belgische clubs.